# Linha Amarela
Linha Amarela lub Linha do Girassol – jedna z czterech linii metra w Lizbonie. Ma ok. 11 km i 11 stacji.
Linia została otwarta w 1959 r. sekcją między Entre Campos i Rotunda (obecnie Marquês de Pombal). W 1988 r. została przedłużona z Entre Campos do Cidade Universitária, a w 1993 r. – do Campo Grande. W 1995 r. zakończono budowę węzła przesiadkowego z Linią Azul na Marquês de Pombal, stając się tym samym jednym z dwóch pierwszych linii metra.
W 1997 r. linia została wydłużona do stacji Rato. W 2004 r. stała się drugą linią metra, która przekroczyła granice miasta – przedłużono ją do stacji Odivelas. Obecnie planowane jest rozbudowanie linii od Rato przez dzielnicę Alcântara, do dzielnicy Estrela i Avenida Infante Santo, ale tylko pod warunkiem połączenia pomiędzy Rato i Estrela.